# Death Horizon
Death Horizon — видеоигра с использованием виртуальной реальности с видом от первого лица в жанре шутер, разработанная компаний Dream Dev Studio.
Версия игры для платформы Samsung Gear VR вышла 21 сентября 2017 года. Позже также были выпущены версии для Oculus Go, Google Daydream, Xiaomi Mi VR, Pico и VR Cinema.
После выпуска игры для Gear VR платформы она на протяжении 20 дней находилась на 1 строчке платного топа.
26 сентября 2019 года вышла обновленная и специально переработанная для устройств Oculus Quest версия игры под названием Death Horizon: Reloaded.

## Сюжет
На исследовательской станции «Горизонт» произошла утечка вируса Т12, в результате чего все сотрудники превратились в зомби. Чтобы вирус не вырвался за пределы станции, игроку необходимо уничтожить всех заражённых тварей, которые бродят по коридорам.

## Игровой процесс
Игровой процесс сочетает аркадные элементы классических зомби-шутеров, с глубоким погружением и интенсивностью, доступными только на устройствах виртуальной реальности.
Игрок берет на себя роль безымянного солдата прибывающего в исследовательский комплекс Horizon. Первоначально в его распоряжении винтовка AR15 с бесконечным боезапасом. В дальнейшем игрок находит различное оружие, включая помповый дробовик и тяжелый пулемёт.
Игра начинается на 21 подземном этаже исследовательского комплекса. Первая цель — встретиться с группой Альфа в заранее оговоренной точке — оказывается невыполнимой. Прорываясь сквозь коридоры заполненные ходячими мертвецами, зомби-псами и токсичными зомби-мутантами, герой находит место последнего боя отряда Альфа.
Прежде чем покинуть комплекс нужно остановить главный реактор расположенный глубоко под лабораториями.

## Многопользовательский режим
В игре доступен режим выживания против случайно генерируемых волн противников. На выбор предлагается кооперативный режим с другом, случайным напарником или ботом. В этом режиме доступен больший выбор оружия и новые враги.

## Разработка
Разработчиком является компания Dream Dev Studio.
Игра разрабатывалась специально для VR платформ и доступна для Gear VR, Oculus Go, Google Daydream, Xiaomi Mi VR.
Также ведётся разработка версий для Oculus Quest, PlayStation VR, Oculus Rift, HTC Vive, Pico.
Игра была использована как часть презентационного ролика при запуске Mi VR устройства в Китае.

## Death Horizon: Reloaded
26 сентября 2019 года вышла обновленная и специально переработанная для устройств Oculus Quest версия игры под названием Death Horizon: Reloaded.
Сюжет игры развивается спустя некоторое время после событий оригинальной части. История и происхождение протагониста на этот раз в начале игры не раскрываются. По уровням игрока ведет загадочный голос, поддерживающий связь с героем через систему наблюдения исследовательской станции «Горизонт». Изначально голос помогает игроку, но затем начинает чинить препятствия. В финале сюжетной линии игрок встретится с таинственным антагонистом и узнает тайну главного героя.
Игрок свободен в перемещениях по игровому пространству и может выбирать пути прохождения. С помощью двух контроллеров Oculus Quest можно взаимодействовать с предметами и оружием двумя руками, перемещаться по различным трубам, тросам, лестницам, открывать двери. Принцип двух контроллеров активно используется и в бою. Игрок может стрелять одной рукой, второй ухватившись за трос, перезаряжать дробовик двумя руками, бросать взрывоопасные баллоны и так далее. Также улучшена графика, переработаны локации и увеличено время прохождения сюжетной линии.

## Отзывы
| Иноязычные издания    | Иноязычные издания |
| Издание               | Оценка             |
| --------------------- | ------------------ |
| VRFocus               | 3/5                |
| The VR Grid           | 7/10               |
| Christ Centered Gamer | 55/100             |
| VR Room               | 80/100             |

Игра получила средние оценки критиков. Питер Грэм из VRFocus поставил ей 3 звезды из 5.
Знаменитый разработчик компьютерных игр Джон Кармак сделал подробный обзор игры на своей странице в Facebook.